# C채널
C채널은 대한민국의 개신교 방송사이다. 2008년 1월 29일에 <기독교IPTV> 법인에서 출발하여 2008년 10월 27일에 <기독교IPTV>를 개국하였고, 2011년 6월 1일에 <기독교IPTV>를 <C채널>로 명칭을 변경하였다. 2009년 7월 1일에 IPTV인 올레 TV의 종교 분야 채널에 선정되었다. 2014년 9월 1일에 방송통신위원회의 심사를 통해 '우수PP(방송채널사용사업자)'에 선정되기도 하였다.

## 연혁
- 2008.10.27   (주)기독교IPTV 개국

- 2011.05.26   (주)C채널방송으로 사명 변경

- 2011.07.       (주)일양미디어씨채널에서 매각됨

- 2011.11.25   가스펠스타C 본선개최(이후 해마다 가스펠스타C 진행)

- 2011.12.22   제1회 나사로콘서트 개최

- 2012.10.18   WCC 10차 총회 보도 및 중계방송 협력 체결

- 2013.03.01   명성교회 3월 특별새벽집회 생중계 주관 방송사

- 2013.08.31   본사 이전(서울 강동구 양재대로 1585)

- 2014.09.01  C채널방송 통일캠페인 ‘한국교회의 사명, 통일’ 시작

- 2014.12.05   문화콘서트 ‘문화마을 나눔마당’ 개최

- 2015.04.21   ‘약속의 땅, 이스라엘’ WCBA 방송대상 우수상 수상

- 2015.05.01   미국 단비기독교TV 협약, 미주(뉴욕, 뉴저지) 방송 송출 시작

- 2015.05.07   네팔 지진피해 성금 모금 운동 전개

- 2015.08.09   광복 70년, 한국교회 평화통일기도회 주관 방송사로 생중계

- 2015.11.02   제1회 북한선교를 위핸 자선골프대회 개최

- 2015.12.12   서울 크리스마스 페스티벌 주최(서울 청계천, 이후 해마다 진행)

- 2016.03.03   국가조찬기도회 생중계

- 2016.12.05   제1회 아가페교회음악 창작음악제 주관

- 2017.04.16   한국개신교부활절연합예배 주관방송사로 생중계

- 2018.04.06   고난주간 임직원 특별헌금 전달식(주사랑공동체교회)

- 2018.05.09   C채널 앱라디오 카라멜 개국

- 2019.04        속초 고성지역 산불 피해자 돕기 특집후원방송

- 2019.09    단비기독교TV LA지역 C채널 방송서비스 시작

- 2019.10.25   C채널방송 10주년 감사예배

- 2019.10.28~31 C채널 10주년 특집 후원방송 ‘보라!하나님의 일하심을’

- 2020.04.14   C채널방송 제15차 정기이사회, 김하나 신임대표이사 취임

- 2020.06.01   C채널 6.25 70주년 기념 한국교회를 위한 나눔영상 무료배포

- 2020.08.22   C채널 특집 수해돕기 특별방송 ‘내 백성을 위로하라’

## 주요 프로그램
o 힐링토크 회복(진행 : 개그우먼 정선희)
- 방송인 정선희씨와 함께하는 힐링토크 회복은 연예인들의 신앙 이야기를 나누는 프로그램으로 단순히 웃고 즐기는 것이 아닌, 마음과 영혼까지 치유하는 간증 프로그램이다.
- 방송시간 : 월요일 오전 11시
o 힐링토크 회복 플러스(진행 : 하근수 목사/방송인 이지희)
- 하근수 목사(동탄시온교회)와 방송인 이지희씨가 함께하는 힐링토크 회복 플러스는 사회 각 분야에서 활동하고 있는 목사님, 기업인등의 일반인들이 출연하여 은혜로운 간증을 나눕니다.
- 방송시간 : 화~목요일 오전 11시
o 이강근 박사의 '성지가 좋다'(진행 : 이강근 박사, 홍소희 배우)
- 생활양식과 기후, 문화차이로 와 닿지 않던 성경 내용을 영상으로 보고 직접 설명을 듣는 성경여행 프로그램. 이스라엘 남쪽 헤브론에서부터 북쪽 끝 텔단까지 구약과 신약을 아우르는 성지를 찾아다니며 성경의 흔적을 찾아갑니다.
- 방송시간 : 월요일 오전 9시
o 김동기 목사의 노변담화(진행 : 김동기 목사)
- 코로나19로 어려운 이 시기, '노변담화'는 우리를 따뜻하고 평화로운 곳으로 안내합니다. 예배와 나눔, 말씀을 통해 지친 마음을 위로하는 칼럼 프로그램으로 하나님이 주시는 따뜻한 온기와 빛을 오롯이 느낄 수 있습니다.
- 방송시간 : 월~금요일 새벽 6시 50분
o 장학봉 목사의 통앤톡
- 세상에서 일어나는 일, 그에 대한 해답을 찾아 교회와 세상 속에서 복음적 해답을 찾아가는 시간! 장학봉 목사의 통앤톡은 삶 속의 문제를 함께 고민하며 성경적 부요함을 누리는 시간이 될 것입니다
- 방송시간 : 화요일 밤 11시

## 같이 보기
- 대한민국의 케이블 텔레비전